# Dalheim, Luxemburg
Dalheim (franska) (luxemburgiska: Duelem lyssna (fil), tyska: Dalheim) är en ort i kantonen Remich i sydöstra Luxemburg. Den är huvudort i kommunen med samma namn och ligger cirka 12 kilometer sydost om staden Luxemburg. Orten har 1 641 invånare (2022).